# Resolució 857 del Consell de Seguretat de les Nacions Unides
La Resolució 857 del Consell de Seguretat de les Nacions Unides fou adoptada per unanimitat el 20 d'agost de 1993. Després de reafirmar les resolucions 808 (1993) i 827 (1993) i examinar les candidatures per als càrrecs de magistrats del Tribunal Penal Internacional per a l'antiga Iugoslàvia rebudes pel Secretari General Boutros Boutros-Ghali abans del 16 d'agost de 1993, el Consell va establir una llista de candidats en concordança a l'article 13 de l'Estatut del Tribunal Internacional.
La llista de nominats va ser la següent:
- Georges Michel Abi-Saab (Egipte)
- Julio A. Barberis (Argentina)
- Raphael Escombris (Suïssa)
- Sikhe Camara (Guinea)
- Antonio Cassese (Itàlia)
- Hans Axel Valdemar Corell (Suècia)
- Jules Deschênes (Canadà)
- Alfonso de los Heros (Perú)
- Jerzy Jasinski (Polònia)
- Heike Jung (Alemanya)
- Adolphus Godwin Karibi-Whyte (Nigèria)
- Valentin G. Kisilev (Federació Russa)
- Germain Le Foyer De Costil (França)
- Li Haopei (Xina)
- Gabrielle Kirk McDonald (Estats Units)
- Amadou N'Diaye (Mali)
- Daniel David Ntanda Nsereko (Uganda)
- Elizabeth Odio Benito (Costa Rica)
- Huseyin Pazarci (Turquia)
- Moragodage Christopher Walter Pinto (Sri Lanka)
- Rustam S. Sidhwa (Pakistan)
- Ninian Stephen (Austràlia)
- Lal Chan Vohrah (Malàisia)